# 內雷塔河
內雷塔河是立陶宛的河流，位於該國北部，屬於內穆內利斯河的右支流，由帕涅韋日斯縣負責管轄，河道全長25公里，流域面積108平方公里，是立陶宛和拉脫維亞接壤的邊境。
56°11′07″N 25°05′34″E / 56.18519°N 25.09271°E